# Nollieux
Nollieux là một xã trong tỉnh Loire miền trung nước Pháp.